# 鳳林鎮

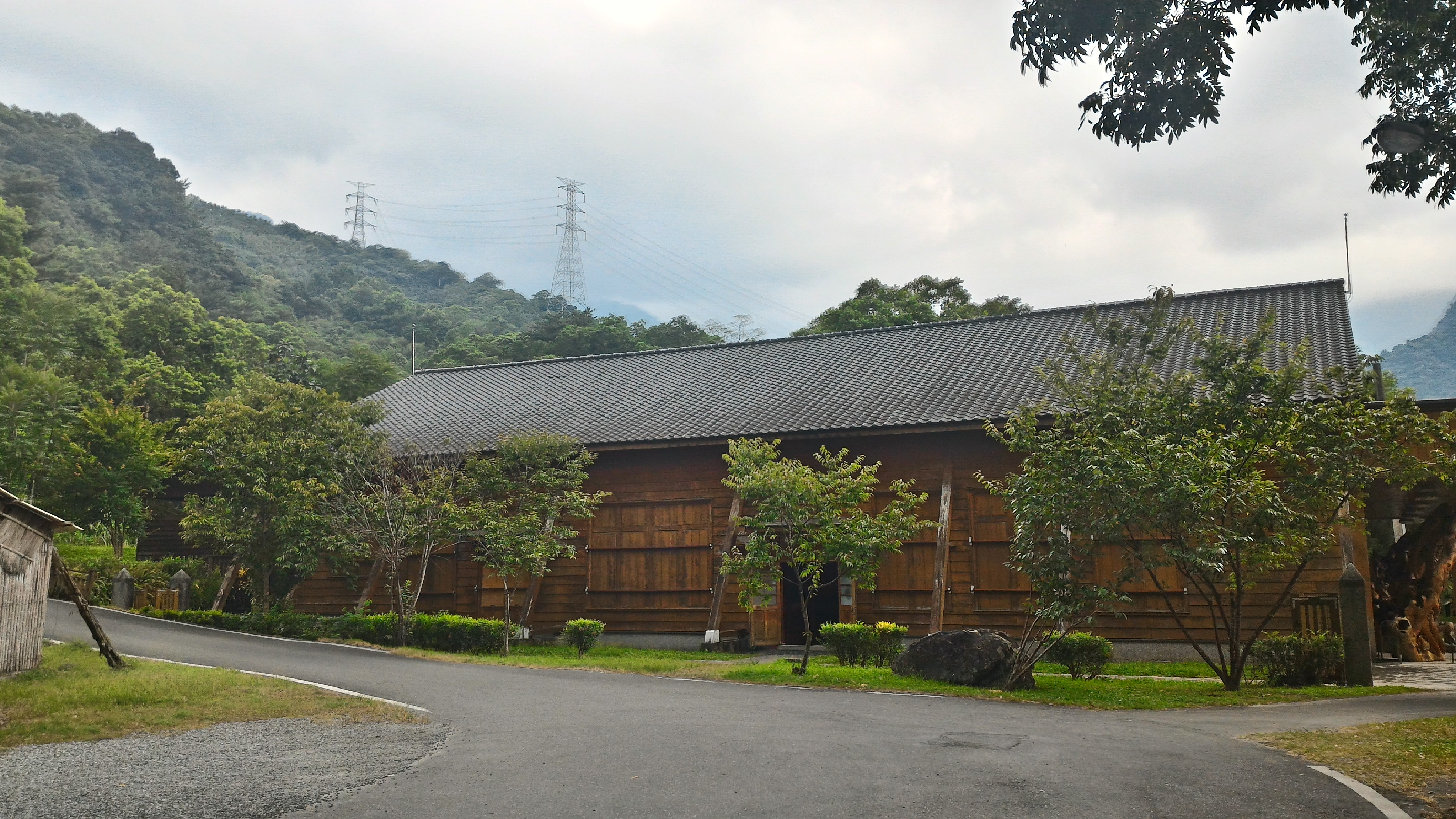
林田山林業文化園区（旧林田山林場）の中山堂

鳳林鎮（フォンリン/ほうりん-ちん）は台湾花蓮県の鎮。鎮内では台湾語よりも客家語とアミ語が多く話されている。

## 地理
鳳林鎮は花蓮県中央部に位置し、北は寿豊郷と、東は寿豊郷および豊浜郷と、西は万栄郷と、南は光復郷とそれぞれ接している。

### 行政区
| 里                                                                                             |
| ---------------------------------------------------------------------------------------------- |
| 鳳仁里、鳳義里、鳳礼里、鳳智里、鳳信里、林栄里、南平里、北林里、大栄里、山興里、森栄里、長橋里 |

## 歴史
鳳林鎮は開発が開始された当初は「馬里勿（マリバシ）」と称された。これはアミ語に由来し、「高台」を意味する言葉である。「鳳林」の由来は鳳林が開発される以前は森林地帯が広がり、大木に木蘭が咲く風景が鳳凰は羽根を伸ばす姿に見えたことから「鳳林」と稱される。またこれ以外に清代に台東直隸州「奉」郷に属しており、「奉」と「鳳」が同音であり、また南に鳳信村、北に林栄村があったことから、中間に位置したこの地域を「鳳林」と称すようになったという説もある。

鳳林は清代は台東直隸州に属し、日本統治時代に鳳林区、鳳林郡、鳳林庄、鳳林街と名称の改編が続いた。1946年に鳳林鎮に改編され現在に至っている。

## 政治

### 行政

#### 鎮長
歴代郷長
| 代 | 氏名 | 着任日 | 退任日 |
| -- | ---- | ------ | ------ |

## 対外関係

### 姉妹都市･提携都市

#### 国内
- 竹田郷（屏東県）

## 教育

### 国民中学
県立
- 花蓮県立鳳林国民中学
- 花蓮県立南平国民中学

### 国民小学
県立
| - 花蓮県立大栄国民小学 - 花蓮県立北林国民小学 - 花蓮県立林栄国民小学 - 花蓮県立長橋国民小学 | - 花蓮県立鳳仁国民小学 - 花蓮県立鳳林国民小学 - 花蓮県鳳信国民小学 |

## 交通
| 種別 | 路線名称 | その他                          |
| ---- | -------- | ------------------------------- |
| 鉄道 | 台東線   | 林栄新光駅 南平駅 鳳林駅 万栄駅 |
| 省道 | 台9線    | 通称花東公路                    |
| 省道 | 台16線   |                                 |

## 観光

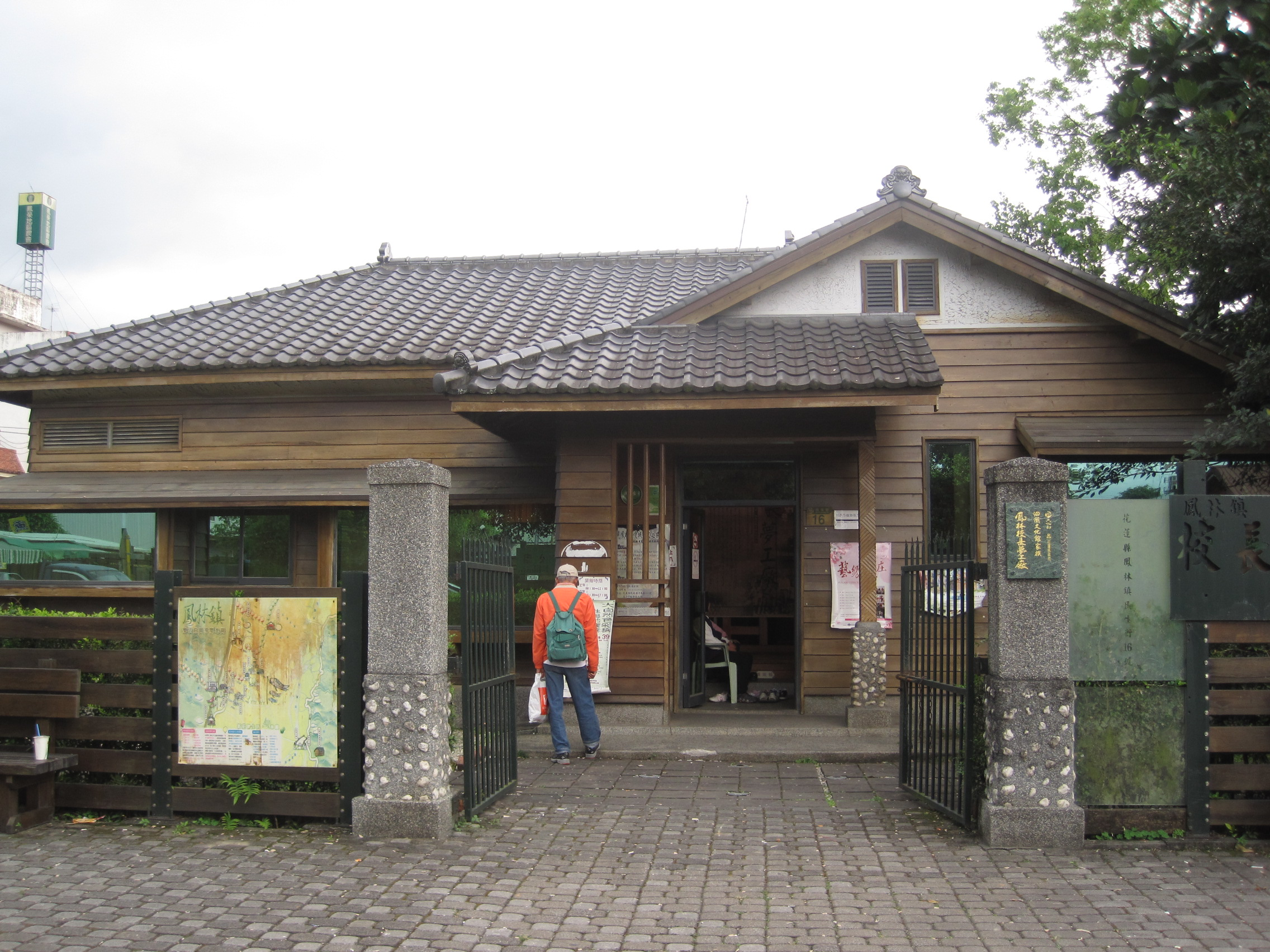
鳳林校長夢工場（旧鳳林支庁長官官舎）

### 観光スポット
- 鳳林公路公園
- 箭瑛大橋（中国語版）
- 新光兆豊農場（中国語版）
- 林田山林場（中国語版）
- 客家煙楼
- 水源地
- 百年アカギ（中国語版）
- 鳳凰瀑布
- 鳳凰梅園
- 石爺廟
- 芳草古樹
- 林田神社
- 花東縦谷
- 敬字亭